# تپه ارمنی قبری
تپه ارمنی قبری مربوط به پارتی است و در شهرستان هشترود، بخش مرکزی، روستای عربلو واقع شده و این اثر در تاریخ ۱۸ خرداد ۱۳۸۴ با شمارهٔ ثبت ۱۱۸۹۶ به‌عنوان یکی از آثار ملی ایران به ثبت رسیده است.